# Romulea tortuosa
Romulea tortuosa là một loài thực vật có hoa trong họ Diên vĩ. Loài này được (Licht. ex Roem. & Schult.) Baker miêu tả khoa học đầu tiên năm 1877.